# Passiflora urbaniana
Passiflora urbaniana är en passionsblomsväxtart som beskrevs av Ellsworth Paine Killip. Passiflora urbaniana ingår i släktet passionsblommor, och familjen passionsblomsväxter. Inga underarter finns listade i Catalogue of Life.